# 加藤俊彦 (経営学者)
加藤 俊彦（かとう としひこ、1967年 - ）は日本の経営学者。専門は経営戦略論、経営組織論。一橋大学理事・副学長、一橋大学大学院経営管理研究科教授。カンダホールディングス取締役。組織学会高宮賞、企業家研究フォーラム賞、日本経営学会賞受賞。一橋大学名誉教授・哲学者の加藤泰史はいとこ。

## 人物・経歴
愛知県名古屋市生まれ。1990年一橋大学商学部卒業。榊原清則ゼミ出身。1992年一橋大学大学院商学研究科修士課程修了後、名古屋に戻りノリタケカンパニーリミテドに入社。1997年一橋大学大学院商学研究科博士課程単位修得。1998年、論文「構造化過程としての技術発展 : 非決定論に基づく高密度実装技術の経営学的考察 」で一橋大学より博士（商学）の学位を取得。審査員は片岡寛、佐久間昭光、後藤晃
。
1997年東京都立大学経済学部専任講師、1999年同助教授。2000年組織学会高宮賞（論文部門）受賞。2001年一橋大学大学院商学研究科助教授。2003年組織学会評議員。2008年企業家研究フォーラム賞受賞。ロンドン大学シティカス経営大学院客員研究員を経て、2011年一橋大学大学院商学研究科教授。
2012年組織学会高宮賞（著書部門）及び日本経営学会賞（著書部門）受賞。2014年カンダホールディングス取締役。2016年一橋大学役員補佐（産学官連携担当）。2022年一橋大学大学院経営管理研究科長・商学部長。2024年一橋大学理事・副学長（教育統括）、一橋大学森有礼高等教育国際流動化機構機構長。

## 著書
- 『競争戦略論』（青島矢一と共著）東洋経済新報社 2003年
- 『組織の〈重さ〉：日本的企業組織の再点検』（沼上幹,田中一弘,島本実,軽部大と共著）日本経済新聞出版社 2007年
- 『松下電器の経営改革』（伊丹敬之,田中一弘,中野誠と共著）有斐閣 2007年
- 『技術システムの構造と革新－方法論的視座に基づく経営学の探究』白桃書房 2011年
- 『競争戦略論（第2版）』（青島矢一と共著）東洋経済新報社 2012年
- 『競争戦略』日本経済新聞出版社 2014年